# Bioluminiscencija
Bioluminiscencija je hladno svijetljenje u živih organizama koji procesom izmjene tvari proizvode energiju, što se gotovo potpuno pretvara u svjetlost, a samo se neznatan dio pretvara u toplinu. Neki jednostanični organizmi svijetle čitavi, a u mnogih životinja (kukci, glavonošci, ribe) posebne žlijezde izlučuju svjetlosnu tvar (luciferin). Fotogene bakterije uzrokuju tu pojavu na mesu i uginulim ribama, a neke gljive na trulom drveću. Bioluminiscencija je osobito raširena u moru, a uzrok svjetlucanja ili arduranja (od lat. ardere: gorjeti) mora jesu mnoge praživotinje, mješinci, rakovi, mekušci, ribe; zamjećuje se osobito ljeti, kada u toplim morima prostrane površine rasvijetli bičaš Noctiluca miliaris, a u hladnijim morima svijetle prozirni pučinski račići svjetlari iz skupine Euphausiacea. Bioluminiscencija u životinja služi za zbunjivanje ili plašenje neprijatelja, privlačenje plijena, orijentaciju u dubini oceana, privlačenje spolnih partnera, prepoznavanje vrsta. U bakterija, dinoflagelata i gljiva uloga bioluminiscencije nije jasna.
Godine 1799. A. Humbolt je pokazao da je za luminescenciju trulog drveta bitna prisutnost zraka, odnosno kisika, a to znači da se zbiva oksidacija. Neke životinje reguliraju kemijske reakcije propuštanjem zraka u svoju unutrašnjost gdje kisik reagira sa specijalnim organskim fluidima koji su u životinjama sintetizirani. Svijetleći crvi i krijesnice reguliraju svoju luminescenciju tako da im je razdoblje svjetlosne emisije za vrijeme parenja.

## Luminiscencija
Luminiscencija (engl. luminescence: svijetljenje, svjetlucanje) je emisija elektromagnetskoga zračenja (pretežito svjetlosti, ali i ultraljubičastog i infracrvenoga zračenja) koje nije pobuđeno toplinskim (termičkim) procesom i povišenom temperaturom tvari, nego je posljedica primanja energije u nekom drugom obliku. Po tome se razlikuje više oblika luminiscencije: bioluminiscencija, elektroluminiscencija, radioluminiscencija (posljedica djelovanja ionizirajućega zračenja), triboluminiscencija (nastaje prilikom lomljenja nekih kristala), luminiscencija trenja, kemijska luminiscencija ili kemiluminiscencija (nastaje u vezi s kemijskim promjenama u nekim tvarima), kristaloluminiscencija (nastupa kod kristalizacije nekih tvari), termoluminiscencija (nastaje zagrijavanjem nekih tvari, ali samo ako su prije toga bile izložene nekomu zračenju, na primjer ionizirajućemu zračenju), fotoluminiscencija (posljedica obasjavanja određenih tvari svjetlošću svih valnih duljina). Tvar luminiscira kada se primanjem energije jednim od navedenih načina elektroni u atomu prvo pobude u više energetsko stanje, a zatim se emisijom dijela ili ukupne primljene energije u obliku zračenja vraćaju u osnovno stanje. Ako se luminiscencija pojavljuje za vrijeme trajanja pobude ili najviše 10–8 sekundi nakon toga, riječ je o fluorescenciji, a opaža li se luminiscencija i pošto pobuda prestane, govori se o fosforescenciji.
Luminiscencija je bila podvrgnuta mnogim pokusima i teoretskim istraživanjima, a tek je kvantna mehanika uspjela riješiti osnovna pitanja u vezi s tom pojavom. Spektar luminiscentnoga zračenja svojstven je za svaku pojedinu tvar, pa se može vrlo uspješno iskoristiti da se odredi prisutnost neke tvari u uzorku. Time se bavi luminiscentna analiza; ona se na primjer upotrebljava i pri određivanju pojedinih vrsta dragoga kamenja. Luminiscencija se primjenjuje u različitim izvorima svjetlosti, najviše za fluorescentnu rasvjetu. Kod te vrste rasvjete primarnu ulogu ima elektroluminiscencija, iako se uz nju rabi i fotoluminiscencija. Ekonomičnija je od obične, toplinske električne rasvjete (električna žarulja), jer je utrošak električne energije za jednaki svjetlosni tok manji, kao i zato što se većina ultraljubičastoga, za oko nevidljivoga zračenja, fotoluminiscentnim procesom pretvara u vidljivi dio spektra. Prikladnim izborom fluorescentne tvari mogu se dobiti sve boje vidljive svjetlosti. U nekim slučajevima, na primjer pri scenskoj rasvjeti, za postizanje specijalnih učinaka (svjetleći zidovi, zavjese i slično) sve se više primjenjuje i fosforescencija.